# Хепбёрн, Одри
О́дри Хе́пбёрн (англ. Audrey Hepburn, произносится /ˈhebən/ или /ˈhebə:n/ с ударением всегда на первый слог, урождённая О́дри Кэ́тлин Ра́стон, англ. Audrey Kathleen Ruston; 4 мая 1929, Брюссель — 20 января 1993, Толошна) — британская актриса, фотомодель, танцовщица и гуманитарный деятель. Признанная икона кино и моды, пик карьеры которой пришёлся на Золотой век Голливуда. Американским институтом киноискусства Одри Хепбёрн была поставлена на третье место в списке величайших актрис американского кино.
Родившаяся в Икселе, коммуне Брюссельского столичного региона, Хепбёрн провела детство и юность преимущественно в Нидерландах, жила в Арнеме, оккупированном нацистской Германией во время Второй мировой войны. Там она училась балету, а в 1948 году переехала в Лондон, где начала работать танцовщицей на сцене местных театров. Снявшись в нескольких европейских фильмах, Одри обратила на себя внимание Колетт, которая выбрала её на главную роль в бродвейской постановке «Жижи». В 1952 году Хепбёрн сыграла главную женскую роль в американском фильме «Римские каникулы» (1953), за которую получила премии «Оскар» (на который она позднее номинировалась также в 1955, 1960, 1962 и 1968 годах), «Золотой глобус» и BAFTA. В 1954 году получила премию «Тони» за игру в бродвейской постановке «Ундины» (1954).
Хепбёрн стала одной из самых высокооплачиваемых актрис кино своего времени и играла с такими актёрами, как Грегори Пек, Рекс Харрисон, Кэри Грант, Энтони Перкинс, Генри Фонда, Гэри Купер, Уильям Холден, Фред Астер, Питер О’Тул и Альберт Финни. Хепбёрн номинируется на премию «Оскар» за фильмы «Сабрина» (1954), «История монахини» (1959), «Завтрак у Тиффани» (1961) и «Дождись темноты» (1967), а также получает премию BAFTA за фильмы «История монахини» (1959) и «Шарада» (1963). После съёмки «Дождись темноты» (1967) на длительное время прекратила сниматься в кино, занявшись воспитанием двух своих сыновей. Следующим фильмом Хепбёрн стал «Робин и Мэриан» (1976), после которого она сыграла ещё в нескольких фильмах, последний из которых — «Всегда» (1989) Стивена Спилберга.
В 1988 году Хепбёрн стала международным послом доброй воли ЮНИСЕФ, в качестве которого активно привлекала внимание к проблемам детей в наименее благополучных регионах Африки, Южной Америки и Азии. В декабре 1992 года Хепбёрн за деятельность в ЮНИСЕФ была награждена Президентской медалью Свободы. Она входит в список людей, которые получили премии «Оскар», «Эмми», «Грэмми» и «Тони».

## Биография

### Детство
Одри Кэтлин Растон (позднее Хепбёрн-Растон) родилась 4 мая 1929 года в доме 48 по улице Кейенвельд в Икселе, Брюссель, Бельгия. В семье её звали Адриантье.
Мать Хепбёрн, баронесса Элла ван Химстра (12 июня 1900 ― 26 августа 1984), была голландской дворянкой. Ее отец барон Арнауд ван Химстра занимал пост мэра Арнема с 1910 по 1920 год и с 1921 по 1928 год был губернатором голландского Суринама, был женат на баронессе Элбриг Виллемин Генриетта ван Асбек (1873—1939). 
Отец Хепбёрн, Джозеф Виктор Энтони Растон (21 ноября 1889 ― 16 октября 1980), был британским подданным, родившимся в Ужице, Богемия, Австро-Венгрия. Он был сыном Виктора Джона Джорджа Растона британского и австрийского происхождения и Анны Джулианы Франциски Каролины Вельс, которая была австрийского происхождения и родилась в Коварце. В 1923—1924 годах Джозеф был почетным британским консулом в Семаранге в Голландской Ост-Индии, а до женитьбы на матери Хепбёрн был женат на Корнелии Бишоп, голландской наследнице. Хотя он родился с фамилией Растон, позже он изменил свое имя на более аристократическое ― Хепбёрн-Растон, возможно, по настоянию Эллы, поскольку ошибочно считал себя потомком Джеймса Хепбёрна, третьего мужа Марии Стюарт.
Родители Одри поженились в Джакарте, Голландская Ост-Индия, в сентябре 1926 года. В то время Растон работал в торговой компании, но вскоре после свадьбы пара переехала в Европу, где он начал работать в кредитной компании. После года, проведенного в Лондоне, они переехали в Брюссель, где ему было поручено открыть филиал. После трех лет путешествий между Брюсселем, Арнемом, Гаагой и Лондоном семья поселилась в пригородном брюссельском муниципалитете Линкебек в 1932 году. Раннее детство Хепбёрн было защищенным и привилегированным.
В середине 1930-х годов родители Хепбёрн вербовали и собирали пожертвования для Британского союза фашистов. Джозеф внезапно покинул семью в 1935 году после одной «сцены» в Брюсселе, когда Адриантье (как Одри называли в семье) было шесть лет. Позже она часто говорила о том, как болезненно ребёнок воспринимает разрыв родителей, поскольку детям нужна полная семья. Джозеф переехал в Лондон, где он стал более глубоко вовлечен в фашистскую деятельность и никогда не навещал свою дочь за границей. Позже Хепбёрн призналась, что уход её отца был самым травмирующим событием в её жизни.
В том же году Одри и её мать переехали в семейное поместье в Арнеме. Её единоутробных братьев, Алекса и Яна (тогда им было 15 и 11 лет), отправили в Гаагу жить к родственникам. Джозеф хотел, чтобы она получила образование в Англии, поэтому в 1937 году Хепбёрн отправили жить в Кент, Англия, где она, известная как Одри Растон, получила образование в независимой школе в Элхэме. Родители Хепбёрн официально развелись в 1938 году. В 1960-х годах Хепбёрн возобновила контакт со своим отцом после того, как нашла его в Дублине через Красный Крест, хотя он оставался эмоционально отстраненным, Одри поддерживала его финансово до самой смерти.

### Вторая мировая война
После того, как Великобритания объявила войну Германии в сентябре 1939 года, мать Хепбёрн перевезла свою дочь обратно в Арнем в надежде, что, как и во время Первой мировой войны, Нидерланды останутся нейтральными и будут избавлены от нападения Германии. Находясь там, Хепбёрн посещала консерваторию Арнема с 1939 по 1945 год. Она начала брать уроки балета в последние годы учёбы в школе-интернате и продолжила обучение в Арнеме под руководством Виньи Маровой. После того, как немцы вторглись в Нидерланды в 1940 году, Хепбёрн использовала имя Эдда ван Химстра, потому что «звучащее по-английски» имя считалось опасным во время немецкой оккупации. Её семья серьёзно пострадала в результате оккупации, и позже Хепбёрн призналась: 
Если бы мы знали, что нас будут удерживать в оккупации в течение пяти лет, то сразу бы застрелились. Мы всегда думали, что это закончится на следующей неделе... через шесть месяцев... в следующем году... так мы постепенно преодолели это.
 В 1942 году её дядя, Отто ван Лимбург Стирум (муж старшей сестры её матери, Мисье), был казнен в отместку за акт саботажа со стороны движения сопротивления, хотя он не участвовал в этом акте, он стал мишенью из-за известности его семьи в голландском обществе. Один единоутробный брат Хепбёрн, Ян, был депортирован в Берлин для работы в немецком трудовом лагере, а другой, Алекс, скрылся, чтобы избежать той же участи.
После смерти дяди Хепбёрн, Элла и Мисье уехали из Арнема, чтобы жить с её дедом, бароном Арноудом ван Хеемстрой, в соседнем Велпе. Примерно в то же время Хепбёрн выступала с безмолвными танцевальными представлениями, чтобы собрать деньги для усилий голландского сопротивления. Долгое время считалось, что она участвовала в самом голландском сопротивлении, но в 2016 году Музей Хартенштейн сообщил, что после тщательных исследований он не нашел никаких доказательств её деятельности. Однако в книге автора Роберта Матцена за 2019 год представлены доказательства того, что она поддерживала сопротивление, давая подпольные концерты для сбора денег, доставляя подпольную газету, сообщения и еду сбитым летчикам союзников, скрывающимся в лесах к северу от Велпа. Она также работала волонтером в больнице, которая была центром сопротивления в Велпе, и её семья временно прятала десантника в своем доме во время битвы при Арнеме.

В дополнение к другим травмирующим событиям она была свидетельницей перевозки голландских евреев в концентрационные лагеря, позже заявив: 
Не раз я была на станции, видя, как перевозят поезда с евреями, видя все эти лица поверх вагона. Я очень отчетливо помню одного маленького мальчика, стоявшего со своими родителями на платформе, очень бледного, светловолосого, одетого в пальто, которое было ему слишком велико, и он вошел в поезд. Я была ребенком, наблюдающим за ребенком.
После высадки союзников условия жизни ухудшились, и впоследствии Арнем был сильно поврежден во время операции Маркет Гарден. Во время голода в Голландии, последовавшего зимой 1944 года, немцы перекрыли маршруты пополнения и без того ограниченных запасов продовольствия и топлива в качестве возмездия за забастовки на железных дорогах, которые проводились с целью помешать немецкой оккупации. Как и другие, семья Хепбёрн прибегла к приготовлению муки из луковиц тюльпанов для выпечки тортов и печенья. Голландские врачи предоставили рецепты использования луковиц тюльпанов во время голода. В результате недоедания у Хепбёрн развилась острая анемия, проблемы с дыханием и отеки. Семья Ван Химстра также серьёзно пострадала в финансовом отношении в результате оккупации, во время которой многие из их владений, включая их основное поместье в Арнеме, были сильно повреждены или уничтожены.

### Начало карьеры
После окончания войны в 1945 году Хепбёрн вместе с матерью, братьями и сестрами переехала в Амстердам, где начала заниматься балетом под руководством Сони Гаскелл, ведущей фигуры голландского балета и русской учительницы Ольги Тарасовой.
Поскольку состояние семьи было утрачено во время войны, Элла работала поваром и экономкой в богатой семье. Хепбёрн дебютировала в кино, сыграв стюардессу в документальном фильме о путешествиях «Голландский за семь уроков» (1948). Позже в том же году Хепбёрн переехала в Лондон, получив балетную стипендию в труппе Рамбер, которая тогда базировалась в Ноттинг-Хилле. Она подрабатывала моделью и поменяла свою фамилию Растон-Хепбёрн на Хепбёрн. Несмотря на талант, в Рамберте ей сказали, что ей не удастся стать прима-балериной, так как рост и слабое телосложение (последствия недоедания военного времени) не соответствуют параметрам. Тогда она решила сосредоточиться на актёрской карьере.
Хепбёрн появилась в качестве хористки в постановках «Высокие ботинки на пуговицах» (1948), «Соус Тартар» (1949) и «Соус Пикантный» (1950). Во время своей театральной работы она брала уроки ораторского искусства у актёра Феликса Эйлмера, чтобы развить вокал. После того, как её заметила директор по кастингу студии Илинг Маргарет Харпер-Нельсон, Хепбёрн была зарегистрирована в качестве внештатной актрисы в агентстве Associated British Picture Corporation (ABPC). Она сыграла в телевизионной пьесе Би-би-си «Тихая деревня» и во второстепенных ролях в фильмах «Зёрнышко дикого овса», «Смех в раю», «История молодых жён» и «Банда с Лавендер Хилл». Она сыграла балерину в фильме «Засекреченные люди» (1952) и сама исполнила все танцевальные трюки.
Затем ей предложили небольшую роль в фильме «Малыш Монте-Карло». Так совпало, что французская писательница Колетт была в отеле де Пари в Монте-Карло во время съемок и решила взять Хепбёрн на главную роль в бродвейской пьесе Gigi. Хепбёрн приступила к репетициям. Когда постановка открылась в театре Фултона 24 ноября 1951 года, она получила похвалу за свое выступление, несмотря на критику, что сценическая версия уступала французской экранизации. Журнал Life назвал её сенсацией. Хепбёрн также получила премию Театральный мир за эту роль. Спектакль дал 219 представлений и завершился 31 мая 1952 года, прежде чем отправиться в турне, которое началось 13 октября 1952 года в Питтсбурге и закончилось 16 мая 1953 года в Сан-Франциско.

### Звезда Голливуда

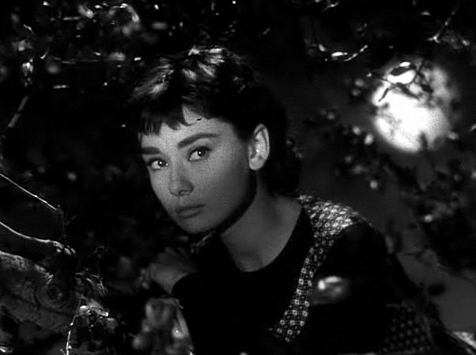
Одри Хепбёрн в фильме «Сабрина» (1954)

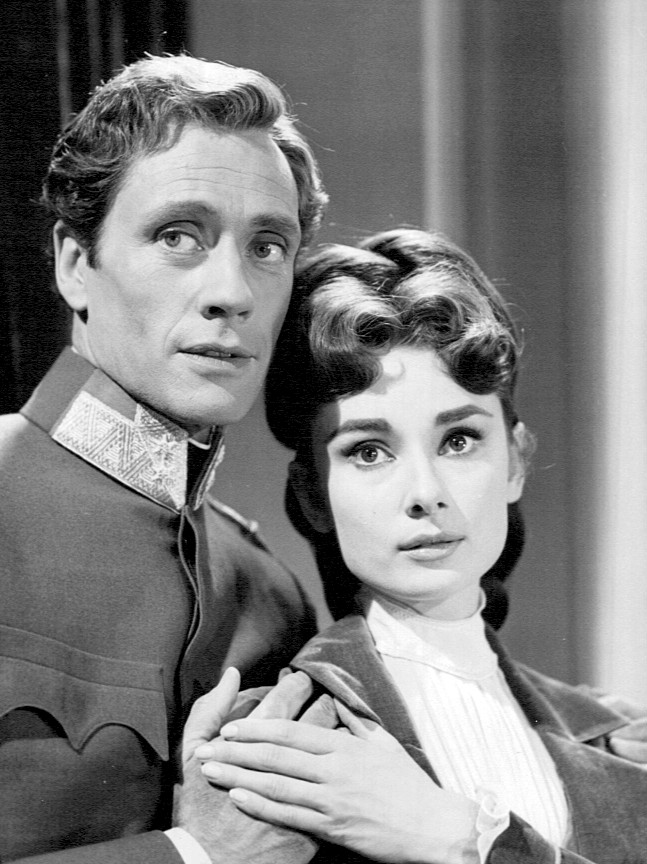
Вместе с первым мужем Мелом Феррером в постановке Майерлинг, 1957.

После «Римских каникул» Хепбёрн снималась в фильме «Сабрина» с Хамфри Богартом и Уильямом Холденом. С последним у неё завязался роман. Хепбёрн надеялась выйти за него замуж и иметь детей. Она прервала свои отношения с Холденом, когда тот признался ей, что перенёс вазэктомию. О Холдене и Хепбёрн известно высказывание Билли Уайлдера: «У обоих прекрасно сложилась карьера, но оба были совершенно несчастливы в личной жизни».
В 1954 году Хепбёрн вернулась на театральную сцену в роли русалки в пьесе «Ундина», где её партнёром был Мел Феррер, за которого она в этом же году вышла замуж. Для Мела Феррера этот брак был четвёртым (из пяти). Супруги прожили вместе 14 лет: с 1954 по 1968 годы. В 1960 году Хепбёрн родила сына, получившего имя Шон Хепбёрн Феррер.
За свою роль в «Ундине» Хепбёрн получила премию «Тони» за лучшую женскую роль в 1954 году. Эта премия, полученная всего лишь через шесть недель после «Оскара», упрочила её репутацию актрисы как кино, так и театра. К середине 1950-х годов Хепбёрн также стала признанной законодательницей мод. Её внешность в стиле gamine и широко признанное чувство шика имели массу поклонников и подражателей. Так, например, после выхода фильма «Сабрина» глубокий четырёхугольный вырез стали называть «Декольте Сабрины».
Став одной из самых популярных приманок для зрителя, Одри Хепбёрн снималась вместе с другими ведущими актёрами, такими как Фред Астер в музыкальной комедии «Забавная мордашка», Морисом Шевалье и Гэри Купером в романтической комедии «Любовь после полудня», Джорджем Пеппардом в мелодраме «Завтрак у Тиффани», Кэри Грантом в восторженно принятом критикой комедийном триллере «Шарада», Рексом Харрисоном в экранизации бродвейского мюзикла «Моя прекрасная леди», Питером О’Тулом в криминальной комедии «Как украсть миллион» и Шоном Коннери в фильме «Робин и Мэриан». Многие из её сценических партнёров стали впоследствии её друзьями. Рекс Харрисон назвал Одри своей любимой партнёршей. Кэри Грант любил баловать её, и однажды сказал: «Всё, чего я бы хотел в подарок на Рождество, это сняться ещё в одном фильме с Одри Хепбёрн».
Грегори Пек стал её другом на всю жизнь. После кончины Хепбёрн Пек вышел на камеру и со слезами в голосе прочитал её любимое стихотворение «Unending Love» («Вечная любовь») Рабиндраната Тагора. Об отношениях с Хамфри Богартом Хепбёрн говорила: «Иногда именно так называемые „крутые парни“ на поверку оказываются самыми мягкосердечными, такими как Богарт был со мной».

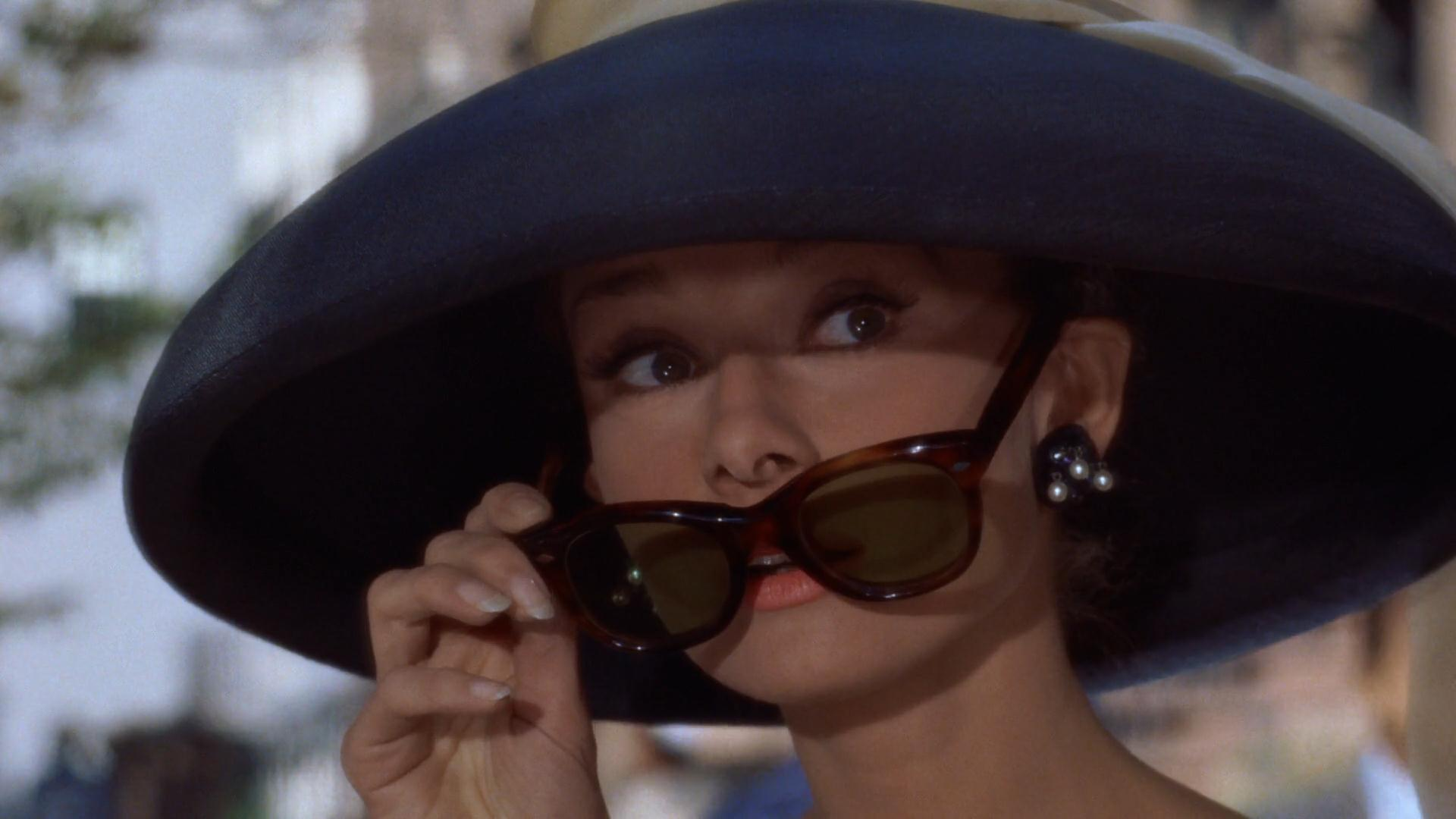
Одри Хепбёрн в фильме «Завтрак у Тиффани» (1961)

Роль Холли Голайтли, сыгранная Хепбёрн в фильме «Завтрак у Тиффани» 1961 года, превратилась в один из самых культовых образов американского кино XX века. Хепбёрн назвала эту роль «самой джазовой в своей карьере». Когда её спросили, в чём заключалась сложность этой роли, Хепбёрн сказала: «Я интроверт. Играть девушку-экстраверта оказалось самой сложной вещью, которую я когда-либо делала». На съёмках она носила очень стильную одежду (в том числе знаменитое «маленькое чёрное платье», ставшее после выхода фильма на экраны настоящим хитом), созданную ею в соавторстве с графом Живанши, и добавила высветленные пряди к своим каштановым волосам. Найденный таким образом стиль она сохранила и вне съёмок. Дружбу с Живанши актриса пронесла через всю жизнь, став его постоянной клиенткой. Свои первые духи L`Interdit Юбер посвятил именно Хепбёрн.
Одри Хепбёрн снималась в 1964 году в мюзикле «Моя прекрасная леди», появления которого ждали с нетерпением, достойным «Унесённых ветром». Хепбёрн была выбрана на роль Элизы Дулиттл вместо Джули Эндрюс, которая уже играла эту роль на Бродвее. Решение не приглашать Эндрюс было принято ещё до того, как Хепбёрн была утверждена на роль. Изначально Хепбёрн отклонила предложение и попросила Джека Уорнера отдать роль Эндрюс, но когда ей сообщили, что снимать будут либо её, либо Элизабет Тейлор, она согласилась. По словам статьи в Soundstage magazine, «все согласились, что если Джулии Эндрюс не будет в фильме, то Одри Хепбёрн окажется отличным выбором». Эндрюс должна была играть в «Мэри Поппинс», фильме, который выходил в том же году, что и «Моя прекрасная леди».
Хепбёрн записала вокальные партии для роли, но впоследствии профессиональная певица Марни Никсон перепела все её песни. Говорят,[кто?] что Хепбёрн в гневе покинула съёмки после того, как ей рассказали об этом. На следующий день она вернулась с извинениями. Плёнки с записью некоторых песен в исполнении Хепбёрн все ещё существуют и были включены в документальные фильмы и DVD версию фильма. Некоторые вокальные номера в исполнении Хепбёрн всё же остались в фильме: «Just You Wait» (часть, не требовавшая высоких нот и реприза на неё же, исполненная актрисой полностью), «The Rain in Spain» (также частично) и отрывки из «I Could Have Danced All Night».
Интрига по поводу раздачи ролей достигла своей кульминации в сезоне 1964—1965, когда Хепбёрн не была номинирована на «Оскар», тогда как Эндрюс выдвигалась за роль Мэри Поппинс. По приближении церемонии СМИ пытались сыграть на соперничестве двух актрис, хотя обе женщины отрицали, что между ними существуют какие-либо разногласия. Джулия Эндрюс получила свой «Оскар» за лучшую женскую роль.
С 1967 года, после пятнадцати весьма успешных лет в кинематографе, Хепбёрн снималась от случая к случаю.
После развода в 1968 году со своим первым мужем Мелом Феррером Хепбёрн находилась в тяжёлой депрессии, от которой лечилась у итальянского психиатра Андреа Дотти, за которого впоследствии вышла замуж, родила второго сына Люка, и переехала жить к мужу в Италию. Беременность протекала тяжело и потребовала почти постоянного соблюдения постельного режима. В начале 70-х годов в Италии возросла активность «Красных бригад», и Хепбёрн рассталась с Дотти.
После второго развода Хепбёрн снялась с Шоном Коннери в фильме «Робин и Мэриан» в 1976 году. Фильм получил умеренное признание, далёкое от обычных высоких оценок фильмов с участием Хепбёрн. К удивлению окружающих,[каких?] Хепбёрн отвергла казавшуюся явно написанной под неё роль бывшей балерины в «Поворотном пункте» (эту роль получила Ширли Маклейн, и успешный фильм упрочил её карьеру). Хепбёрн позднее сказала, что больше всего она сожалеет о том, что отвергла эту роль.
В 1979 году Хепбёрн предприняла ещё одну попытку вернуться, снявшись в «Кровных узах». Книги Шелдона были столь популярны, что его имя было включено в название фильма, и это, очевидно, заставляло Хепбёрн считать, что фильм обречен на успех. Но это было не так. Критики, даже те из них, которые сами были поклонниками Хепбёрн, не могли рекомендовать фильм ввиду явной банальности материала.

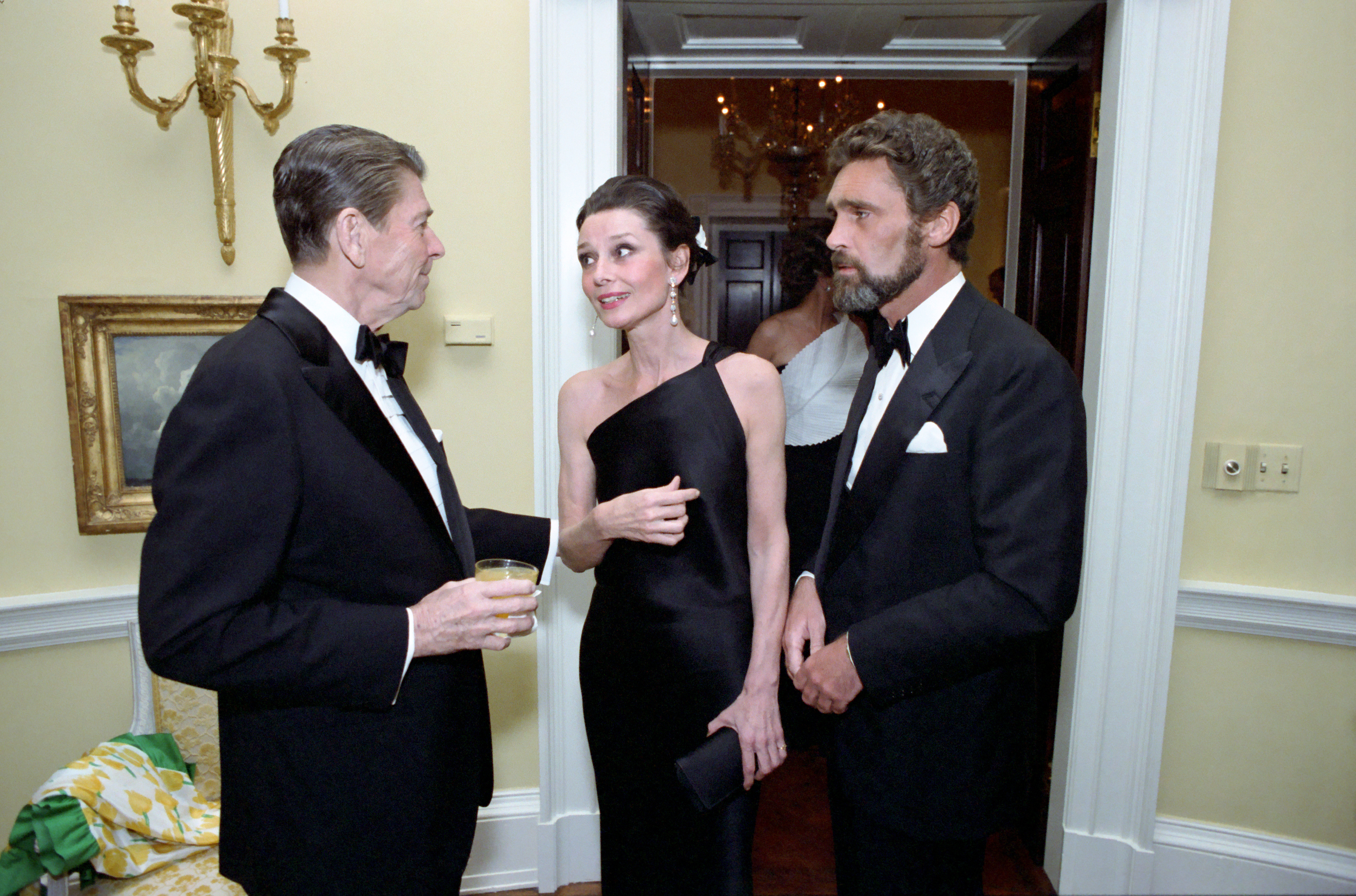
Рональд Рейган, Одри Хепбёрн и Роберт Волдерс (1981)

В 1980 году актриса начала встречаться с нидерландским актёром Робертом Волдерсом, связь с которым продлилась вплоть до её смерти.
Последняя главная роль Хепбёрн в кино была в паре с Беном Газзара в комедии «Все они смеялись», небольшой, стильной и светлой картине — настоящем номере под занавес для Хепбёрн, — снятой Питером Богдановичем. Фильм пользовался успехом у критики, но был омрачён жестоким убийством одной из его звезд — подруги Богдановича Дороти Страттен. В 1987 году Хепбёрн снималась с Робертом Вагнером в ироническом детективном телефильме «Любовь среди воров», который заимствовал элементы из некоторых её знаменитых фильмов, в частности из «Шарады» и «Как украсть миллион». Фильм пользовался умеренным успехом, причем Хепбёрн сама говорила, что приняла в нём участие ради развлечения.
Последней ролью Хепбёрн в кино была роль ангела в снятом в 1989 году фильме Стивена Спилберга «Всегда» — ремейке фильма 1943 года «Парень по имени Джо» со Спенсером Трейси, Айрин Данн и Ваном Джонсоном.

### Сотрудничество с ЮНИСЕФ
Вскоре после её последнего появления в кино Хепбёрн была назначена специальным послом ЮНИСЕФ. Испытывая благодарность за собственное спасение в период после нацистской оккупации, она посвятила остаток своих дней улучшению судьбы детей, проживающих в беднейших странах мира. Работа Хепбёрн сильно облегчалась благодаря знанию целого ряда языков. Она разговаривала на французском, английском, испанском, итальянском и нидерландском языках. Она выучила итальянский, когда жила в Риме. Испанский она выучила самостоятельно, и существует съёмка ЮНИСЕФ, на которой Хепбёрн бегло говорит на испанском с жителями Мехико.
Хотя Хепбёрн начала сотрудничать с ЮНИСЕФ ещё в 1954 году, участвуя в радиопередачах, теперь это стало для неё более серьёзной работой. Близкие утверждают, что мысли об умирающих, беспомощных детях преследовали её всю оставшуюся жизнь. Её первая миссия была в Эфиопии в 1988 году. Она посетила детский дом с 500 голодающими детьми и добилась, чтобы ЮНИСЕФ выслал пищу.
В августе 1988 года Хепбёрн ездила в Турцию участвовать в кампании по иммунизации. Она назвала Турцию самым ярким примером возможностей ЮНИСЕФ. По возвращении она сказала: «Армия дала нам грузовики, торговцы рыбой дали вагоны для вакцины, и как только дата была назначена, потребовалось только 10 дней, чтобы привить всю страну. Неплохо».
В октябре того же года Хепбёрн поехала в Южную Америку, где посетила Венесуэлу и Эквадор. Хепбёрн говорила: «Я видела, как крошечные горные общины, трущобы и стихийные поселения каким-то чудом впервые получили системы водоснабжения, и этим чудом был ЮНИСЕФ. Я видела, как дети строили сами себе школы из кирпича и цемента, предоставленных ЮНИСЕФ».
В феврале 1989 года Хепбёрн совершила поездку по странам Центральной Америки и встречалась с главами Гондураса, Сальвадора и Гватемалы. В апреле в рамках миссии «Операция „Линия Жизни“» она вместе с Робертом Волдерсом посетила Судан. Из-за гражданской войны продовольствие из гуманитарной помощи не поступало. Целью миссии было доставить продовольствие в Южный Судан.
В октябре того же года Хепбёрн и Волдерс посетили Бангладеш.
В октябре 1990 года Хепбёрн едет во Вьетнам, пытаясь наладить сотрудничество правительства с ЮНИСЕФ в рамках программ иммунизации и обеспечения питьевой водой.
Последняя поездка Хепбёрн (в Сомали) состоялась за четыре месяца до смерти, в сентябре 1992 года. Эту поездку она назвала «апокалиптической» и сказала следующее: «Я вошла в кошмарный сон. Я видела голод в Эфиопии и в Бангладеш, но я не видела ничего подобного — намного хуже, чем я могла себе представить. Я не была готова к этому.»
В 1992 году президент США наградил Хепбёрн президентской медалью свободы в знак признания её работы в рамках ЮНИСЕФ, а Американская Академия киноискусства наградила её Гуманитарной премией им. Джина Хершолта за её помощь человечеству. Эта премия была присуждена ей посмертно и вручена её сыну.

### Последние годы жизни
«Как я подведу итог своей жизни?
Думаю, мне особенно повезло»Одри Хепбёрн

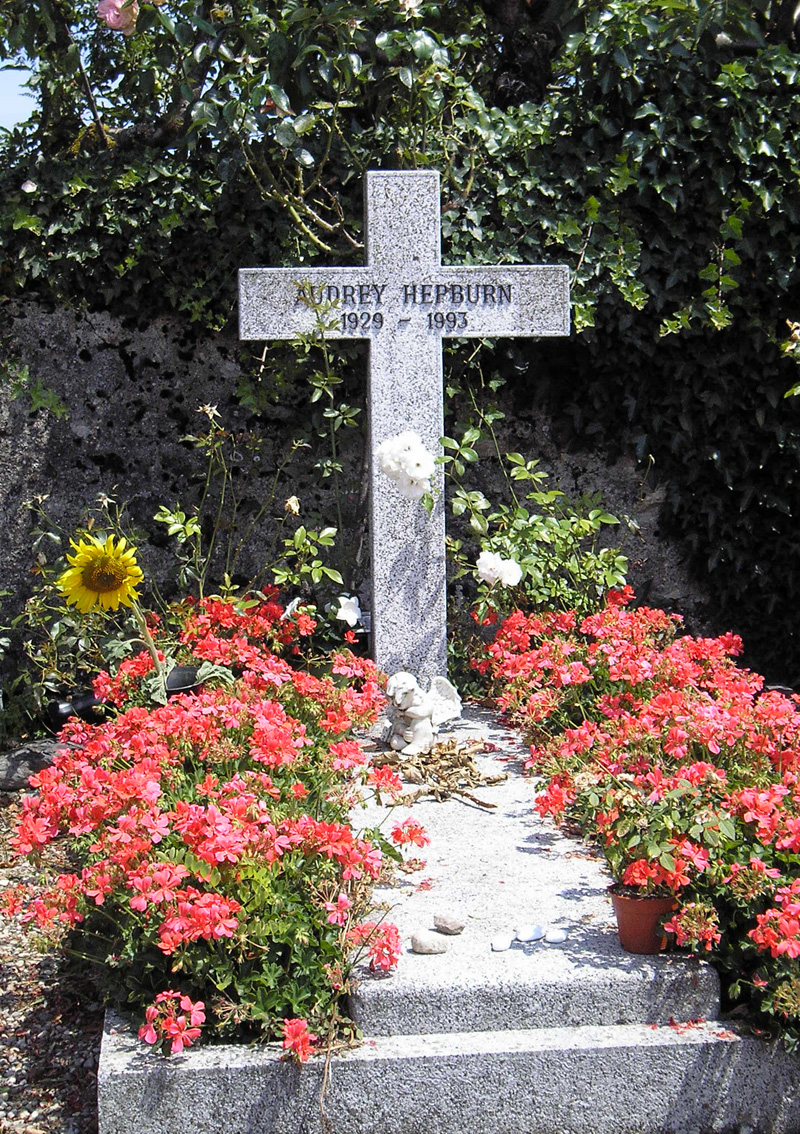
Могила Одри Хепбёрн в Толошне, Швейцария

Одри Хепбёрн тратила много сил, работая в ЮНИСЕФ. Отрицательные последствия многочисленных поездок актрисы с каждым днём становились всё заметнее, она слабела физически.
Поездка в Сомали и Кению с 19 по 24 сентября 1992 года стала для неё последней. Во время поездки у актрисы начались боли в животе. Африканские врачи не смогли поставить диагноз, так как в их распоряжении не было соответствующего оборудования. Однако они предположили, что проблемы со здоровьем могут быть серьёзными, и предложили прервать поездку, но Хепбёрн отказалась.
Хепберн прошла первоначальное обследование в Швейцарии, но безрезультатно. В середине октября Одри Хепбёрн вместе с Волдерсом отправилась в Лос-Анджелес, где в медицинском центре Седарс-Синай была проведена лапароскопия. Была выявлена псевдомиксома брюшной полости, довольно редкая форма рака. Было установлено что опухоль росла несколько лет и дала метастазы в тонкий кишечник. После операции 1 ноября 1992 года Хепбёрн прошла химиотерапию. Диагноз после операции был обнадёживающим; врачи полагали, что операция была сделана вовремя. Однако через три недели актрису вновь госпитализировали с острой болью в животе. Анализы показали, что опухолевые клетки снова захватили толстую кишку и соседние ткани. Это говорило о том, что жить актрисе осталось всего несколько месяцев. В больнице её навещали близкие друзья.
Вскоре она вернулась в Толошну, так как в Лос-Анджелесе ей уже ничем помочь не могли. Последнее Рождество она провела с детьми и Волдерсом. Она назвала это Рождество самым счастливым в её жизни.
Одри Хепбёрн скончалась вечером 20 января 1993 года, на 64-м году жизни, в окружении семьи. После её смерти Грегори Пек перед камерой и со слезами на глазах прочитал любимое стихотворение Одри «Вечная любовь» Рабиндраната Тагора. Похороны прошли 24 января в Толошне на местном кладбище.

## Фильмография
| Год  |   | Русское название           | Оригинальное название  | Роль                        |
| ---- | - | -------------------------- | ---------------------- | --------------------------- |
| 1948 | ф | Голландский за семь уроков | Nederlands in 7 Lessen | бортпроводница              |
| 1951 | ф | Смех в раю                 | Laughter in Paradise   | Фрида, продавщица сигарет   |
| 1951 | ф | Зёрнышко дикого овса       | One Wild Oat           | регистратор гостиницы       |
| 1951 | ф | Банда с Лавендер Хилл      | The Lavender Hill Mob  | Чикита                      |
| 1951 | ф | Дитя Монте-Карло           | Monte Carlo Baby       | Линда Фаррел/Мелисса Фаррел |
| 1951 | ф | Рассказы молодых жён       | Young Wives’ Tale      | Ив Лестер                   |
| 1952 | ф | Засекреченные люди         | The Secret People      | Нора                        |
| 1953 | ф | Римские каникулы           | Roman Holiday          | Принцесса Анна              |
| 1954 | ф | Сабрина                    | Sabrina                | Сабрина                     |
| 1956 | ф | Война и мир                | War and Peace          | Наташа Ростова              |
| 1957 | ф | Забавная мордашка          | Funny Face             | Джо Стоктон                 |
| 1957 | ф | Любовь после полудня       | Love in the Afternoon  | Ариана Чавесс               |
| 1959 | ф | Зелёные поместья           | Green Mansions         | Рима                        |
| 1959 | ф | История монахини           | The Nun’s Story        | сестра Люк                  |
| 1960 | ф | Непрощённая                | The Unforgiven         | Рэйчел Захария              |
| 1961 | ф | Завтрак у Тиффани          | Breakfast at Tiffany’s | Холли Голайтли              |
| 1961 | ф | Детский час                | The Children’s Hour    | Карен Райт                  |
| 1963 | ф | Шарада                     | Charade                | Регина Ламперт              |
| 1964 | ф | Париж, когда там жара      | Paris, When It Sizzles | Габриэль Симпсон            |
| 1964 | ф | Моя прекрасная леди        | My Fair Lady           | Элиза Дулиттл               |
| 1966 | ф | Как украсть миллион        | How to Steal a Million | Николь Бонне                |
| 1967 | ф | Двое на дороге             | Two for the Road       | Джоанна Уоллес              |
| 1967 | ф | Дождись темноты            | Wait until dark        | Сьюзи Хендрикс              |
| 1976 | ф | Робин и Мэриан             | Robin And Marian       | Мэриан                      |
| 1979 | ф | Кровная связь              | Bloodline              | Элизабет                    |
| 1981 | ф | Все они смеялись           | They All Laughed       | Анжела Ниотис               |
| 1987 | ф | Любовь среди воров         | Love Among Thieves     | Кэролайн ДюЛак              |
| 1989 | ф | Всегда                     | Always                 | Хэп                         |

### В театре и на телевидении
| Год  | Постановка                     | Роль                   | Примечания |
| ---- | ------------------------------ | ---------------------- | --- |
| 1949 | Высокие ботинки на пуговицах   | Танцовщица кордебалета | Премьера 22 декабря 1948 года в лондонском театре «Ипподром», 291 представление |
| 1949 | Соус Тартар                    | Танцовщица кордебалета | Премьера 18 мая 1949 года в Кембриджском театре, 433 представления |
| 1950 | Пикантный соус                 | Сольная танцовщица     | Премьера 27 апреля 1950 года в Кембриджском театре, 38 представлений (по другим данным — 67 представлений) |
| 1951 | Жижи                           | Жижи                   | Премьера в театре Фултона 24 ноября 1951 года, 219 представлений. Награда «Theatre World Award» |
| 1952 | Rainy Day at Paradise Junction | Вирджиния Форсайт      | Эпизод шоу «CBS Television Workshop», показан 13 апреля 1952 года по CBS |
| 1954 | Ундина                         | Ундина                 | Премьера 18 февраля 1954 года в «Театре 46-й улицы», 157 представлений Награда «Тони» в номинации «Лучшая актриса в пьесе»                                                                                         |
| 1957 | Майерлинг                      | Баронесса Мария Вечера | Эпизод сериала «Producers' Showcase», впервые показан 24 февраля 1957 года по NBC |
| 1993 | Сады мира с Одри Хепбёрн       |                        | Мини-сериал Public Broadcasting Service, начало показа 21 января 1993 года Вечерняя премия «Эмми» в номинации «Лучший ведущий информационной программы» (1993) за эпизод «Цветочные сады» (англ. «Flower Gardens») |

## Награды

### Победы
- Премия «Оскар»
  - 1954 — Лучшая актриса (за фильм «Римские каникулы»)
  - 1993 — Гуманитарная премия имени Джина Хершолта
- BAFTA
  - 1954 — Лучшая актриса (за фильм «Римские каникулы»)
  - 1960 — Лучшая актриса (за фильм «История монахини»)
  - 1965 — Лучшая актриса (за фильм «Шарада»)
- Золотой глобус
  - 1954 — Лучшая женская роль (драма) (за фильм «Римские каникулы»)
  - 1955 — Премия имени Генриетты
  - 1990 — Премия Сесиля Б. Де Милля
- Кинофестиваль в Сан-Себастьяне
  - 1959 — Приз Зулуеты за лучшую женскую роль (за фильм «История монахини»)
- Эмми
  - 1993 — Лучшее исполнение в телепрограмме («Сады мира с Одри Хепбёрн», эпизод «Цветочные сады»)
- Грэмми
  - 1993 — Лучший речевой альбом для детей (за «Audrey Hepburn’s Enchanted Tales»)
- Theatre World Award
  - 1952 — Перспективная личность (за постановку пьесы «Жижи[англ.]»)
- Премия «Тони»
  - 1954 — Лучшая актриса в пьесе (за постановку пьесы «Ундина[англ.]»)
  - 1968 — Специальная премия

### Номинации
- Премия «Оскар»
  - 1955 — Лучшая актриса (за фильм «Сабрина»)
  - 1960 — Лучшая актриса (за фильм «История монахини»)
  - 1962 — Лучшая актриса (за фильм «Завтрак у Тиффани»)
  - 1968 — Лучшая актриса (за фильм «Дождись темноты»)
- BAFTA
  - 1955 — Лучшая актриса (за фильм «Сабрина»)
  - 1957 — Лучшая актриса (за фильм «Война и мир»)
- Золотой глобус
  - 1957 — Лучшая актриса (драма) (за фильм «Война и мир»)
  - 1958 — Лучшая актриса (комедия) (за фильм «Любовь после полудня»)
  - 1960 — Лучшая актриса (драма)(за фильм «История монахини»)
  - 1962 — Лучшая актриса (комедия) (за фильм «Завтрак у Тиффани»)
  - 1964 — Лучшая актриса (комедия) (за фильм «Шарада»)
  - 1965 — Лучшая актриса (комедия) (за фильм «Моя прекрасная леди»)
  - 1968 — Лучшая актриса (комедия) (за фильм «Двое на дороге»)
  - 1968 — Лучшая актриса (драма) (за фильм «Дождись темноты»)

## Высказывания об Одри Хепбёрн
Цифры говорят, что Одри умерла молодой. Чего цифры не говорят — это того, что Одри умерла бы молодой в любом возрасте.Питер Устинов
У Господа Бога появился еще один прекрасный ангел, который знает, чем ему заняться на небесах.Элизабет Тейлор

## Факты
- Родными языками для Хепбёрн были французский и голландский. Она также свободно говорила по-английски и по-итальянски; объяснялась по-испански[74].

## Комментарий
1. ↑  Она имела исключительно британское гражданство, поскольку на момент её рождения голландским женщинам не разрешалось передавать своё гражданство детям; голландский закон не менялся в этом отношении до 1985 года[7]. Дополнительной ссылкой является её свидетельство о рождении, в котором чётко указано британское гражданство. Когда Хепбёрн спросили о её происхождении, она назвала себя наполовину голландкой[8], поскольку её мать была голландской дворянкой. Кроме того, значительную часть своих лет она провела в Нидерландах и могла свободно говорить по-голландски. О её происхождении рассказывается в разделе «Родители».

1. ↑  Walker writes that it is unclear for what kind of company he worked; he was listed as a "financial adviser" in a Dutch business directory, and the family often travelled among the three countries.[20]